# Nolana pterocarpa
Nolana pterocarpa là loài thực vật có hoa trong họ Cà. Loài này được Wettstein mô tả khoa học đầu tiên năm 1891.